# Comuna Veliki Grđevac, Bjelovar-Bilogora
Veliki Grđevac este o comună în cantonul Bjelovar-Bilogora, Croația, având o populație de 2.849 de locuitori (2011).

## Demografie
Componența etnică a comunei Veliki Grđevac
     Croați (85,01%)
     Sârbi (5,9%)
     Cehi (4,74%)
     Maghiari (2,25%)
     Necunoscut (0,74%)
     Neclasificat (1,02%)
Componența confesională a comunei Veliki Grđevac
     Catolici (89,79%)
     Ortodocși (5,9%)
     Fără religie și atei (1,23%)
     Necunoscută (1,47%)
     Alte religii (1,61%)
Conform recensământului din 2011, comuna Veliki Grđevac avea 2.849 de locuitori. Din punct de vedere etnic, majoritatea locuitorilor (85,01%) erau croați, existând și minorități de sârbi (5,9%), cehi (4,74%) și maghiari (2,25%). Apartenența etnică nu este cunoscută în cazul a 0,74% din locuitori. Din punct de vedere confesional, majoritatea locuitorilor (89,79%) erau catolici, existând și minorități de ortodocși (5,9%) și persoane fără religie și atei (1,23%). Pentru 1,47% din locuitori nu este cunoscută apartenența confesională.